# Arrondissement de Villefranche-de-Rouergue
L'arrondissement de Villefranche-de-Rouergue est une division administrative française, située dans le département de l'Aveyron et la région Occitanie.

## Composition

### Composition avant 2017
Liste des cantons de l'arrondissement de Villefranche-de-Rouergue :
- canton d'Aveyron et Tarn (14 communes) ;
- canton d'Enne et Alzou (3 communes) ;
- canton de Lot et Dourdou (8 communes) ;
- canton de Lot et Montbazinois (16 communes) ;
- canton de Villefranche-de-Rouergue (3 communes) ;
- canton de Villeneuvois et Villefranchois (20 communes).

Depuis 2015, le nombre de communes des arrondissements varie chaque année à la suite de la création de communes nouvelles. Le nombre de communes de l'arrondissement de Villefranche-de-Rouergue est ainsi de 64 en 2015 et 62 en 2016.

### Découpage communal depuis 2017
Le 1er janvier 2017, les trois arrondissements sont remodelés pour tenir compte du nouveau découpage des intercommunalités.
Au 1er janvier 2024, l'arrondissement groupe les 96 communes suivantes :
1. Les Albres
2. Almont-les-Junies
3. Ambeyrac
4. Anglars-Saint-Félix
5. Asprières
6. Aubin
7. Auzits
8. Balaguier-d'Olt
9. Baraqueville
10. Le Bas Ségala
11. Belcastel
12. Boisse-Penchot
13. Bor-et-Bar
14. Bouillac
15. Bournazel
16. Boussac
17. Brandonnet
18. Cabanès
19. Calmont
20. Camboulazet
21. Camjac
22. Capdenac-Gare
23. La Capelle-Balaguier
24. La Capelle-Bleys
25. Cassagnes-Bégonhès
26. Castanet
27. Castelmary
28. Causse-et-Diège
29. Centrès
30. Colombiès
31. Compolibat
32. Cransac-les-Thermes
33. Crespin
34. Decazeville
35. Drulhe
36. Escandolières
37. Firmi
38. Flagnac
39. Foissac
40. La Fouillade
41. Galgan
42. Goutrens
43. Gramond
44. Lanuéjouls
45. Lescure-Jaoul
46. Livinhac-le-Haut
47. Lugan
48. Lunac
49. Maleville
50. Manhac
51. Martiel
52. Mayran
53. Meljac
54. Montbazens
55. Monteils
56. Montsalès
57. Morlhon-le-Haut
58. Moyrazès
59. Najac
60. Naucelle
61. Naussac
62. Ols-et-Rinhodes
63. Peyrusse-le-Roc
64. Pradinas
65. Prévinquières
66. Privezac
67. Quins
68. Rieupeyroux
69. Rignac
70. La Rouquette
71. Roussennac
72. Saint-André-de-Najac
73. Sainte-Croix
74. Saint-Igest
75. Sainte-Juliette-sur-Viaur
76. Saint-Just-sur-Viaur
77. Saint-Parthem
78. Saint-Rémy
79. Saint-Santin
80. Salles-Courbatiès
81. Salvagnac-Cajarc
82. La Salvetat-Peyralès
83. Sanvensa
84. Saujac
85. Sauveterre-de-Rouergue
86. Savignac
87. Sonnac
88. Tauriac-de-Naucelle
89. Tayrac
90. Toulonjac
91. Vailhourles
92. Valzergues
93. Vaureilles
94. Villefranche-de-Rouergue
95. Villeneuve
96. Viviez

## Sous-préfets
| Période | Période  | Identité                    | Fonction précédente | Observation                                                |
| ------- | -------- | --------------------------- | ------------------- | ---------------------------------------------------------- |
| 1800    | ...      | Pierre-François Flaugergues |                     | premier sous-préfet                                        |
|         |          |                             |                     |                                                            |
| 1846    | ...      | Jean Bonnier                |                     | sous-préfet de Villefranche-de-Rouergue le 8 novembre 1882 |
|         |          |                             |                     |                                                            |
| 1856    | 1858     | Auguste de Toulgoët         |                     |                                                            |
|         |          |                             |                     |                                                            |
| 2011    | 2016     | Stéphane Guyon              |                     |                                                            |
| 2016    | En cours | Pierre Castoldi             |                     |                                                            |

## Démographie
En 2022, l'arrondissement comptait 87 266 habitants.
| 1968   | 1975   | 1982   | 1990   | 1999   | 2006   | 2011   | 2016   | 2021   |
| ------ | ------ | ------ | ------ | ------ | ------ | ------ | ------ | ------ |
| 75 255 | 74 137 | 71 981 | 67 200 | 63 630 | 64 258 | 63 663 | 88 171 | 87 493 |

| 2022   | - | - | - | - | - | - | - | - |
| ------ | - | - | - | - | - | - | - | - |
| 87 266 | - | - | - | - | - | - | - | - |